# Eugène Canseliet
Eugène Léon Canseliet (18 décembre 1899 à Sarcelles - 17 avril 1982 à Savignies), est un auteur et alchimiste français. Il se présente comme le disciple de Fulcanelli. Il a rédigé pour chacun des ouvrages publiés de son maître prétendu (Le mystère des cathédrales et Les demeures philosophales) trois préfaces.

## Biographie
Il est né le 18 décembre 1899 à Sarcelles. Il fait ses études au lycée Thiers, qu'il fréquente en même temps que les Beaux-Arts, qui se situent dans le bâtiment jouxtant le lycée. S'il a du mal à se faire des amis, le jeune Canseliet préfère parler avec ses professeurs et avec des adultes. Il lit Les Grands Initiés de Schuré et découvre l'alchimie à l'âge de 13 ans à la lecture d'un exemplaire sur papier japon d'Hermès dévoilé de Cyliani, édité pour la première fois en 1832. Il se familiarise avec l'occultisme en lisant Papus, Stanislas de Guaita, Fabre d'Olivet. Il prétend n'avoir commencé à fréquenter réellement Fulcanelli qu'à partir de 1916 jusqu'en 1922. Fulcanelli lui aurait présenté Jean-Julien Champagne, fin connaisseur de l'alchimie, qui lui fait lire L'Alchimie et les alchimistes de Louis Figuier. En 1920, Canseliet entre à l'usine à gaz de Sarcelles et commence à pratiquer l'alchimie. Il assiste, dit-il, à une transmutation en 1922, par Fulcanelli.

## Canseliet et/ou Fulcanelli
Canseliet a fréquenté Fulcanelli à partir de 1916, il l'a revu à Séville en 1952 (Fulcanelli aurait alors été âgé d'environ 113 ans). Or Fulcanelli reste mystérieux, peut-être mythique. Diverses hypothèses circulent : Fulcanelli serait Joseph-Henri Rosny aîné (1856-1940), Jean-Julien Champagne (celui qui illustre ses livres) ou... Canseliet. Cette dernière hypothèse (Fulcanelli = Canseliet) est défendue par Paul Le Cour, Robert Amadou, Jean-Paul Dumont. Jean-Paul Dumont, célèbre spécialiste de philosophie grecque, l'affirme : « Eugène Canseliet nous avait autorisés à révéler qu'il était lui-même l'auteur des livres portant la signature de Fulcanelli » (apud Jean-Claude Margolin et Sylvain Matton, Alchimie et Philosophie à la Renaissance, Vrin, 1993, p. 328).

### Ouvrages de Canseliet
- Deux logis alchimiques, en marge de la science et de l'histoire... Paris, Jean Schemit, 1945, in-8, 157 p. Nouvelle édition augmentée à Paris, chez Jean-Jacques Pauvert, 1979, 344 p.
- Les Douze clefs de la Philosophie de Basile Valentin, Éditions de Minuit, 1956, traduction, notes, explication des images, plus une longue introduction de 54 pages .
- Alchimie, études diverses de symbolisme hermétique et de pratique philosophale, Paris, Jean-Jacques Pauvert, 1964, in-8, 285 p. Nouvelle édition revue et augmentée, Paris, Jean-Jacques Pauvert, 1978, 401 p.
- L'Alchimie et son ″Livre muet (″Mutus liber″)... Introduction et commentaires par Eugène Canseliet, Paris, Jean-Jacques Pauvert, 1967, in-4, 140 p.
- L'Alchimie expliquée sur ses textes classiques, Paris, Jean-Jacques Pauvert, 1972, 312 p.

### Ouvrages sur Canseliet
- Guy Bechtel, Entretien avec E. Canseliet sur Fulcanelli, suivi de Le mystère Fulcanelli, S. l., 1974.
- Le Feu du Soleil, Entretien sur l'Alchimie avec Eugène Canseliet, Robert Amadou, Éditions Pauvert, 1978
- La Tourbe des Philosophes, "Hommage aux 80 ans de Eugène CANSELIET", no 10 (1979), Grenoble, Éditions de la Tourbe. Ce numéro concerne exclusivement Eugène Canseliet et présente des témoignages de personnes l’ayant bien connu et ayant partagé sa passion pour le Grand Art.
- Roger Facon, Fulcanelli & les Alchimistes Rouges, Paris, Les éditions de l’œil du sphinx, 2016, 140 p. (ISBN 979-10-91506-49-6)
- Eugène Canseliet - Philosophe hermétique (1899-1982), sujet de la maîtrise soutenue par Cédric Mannu, à Paris IV la Sorbonne,